# Kupinovo
Pour les articles homonymes, voir Kupinovo (homonymie).
Kupinovo (en serbe cyrillique : Купиново ; en hongrois : Kölpény) est une localité de Serbie située dans la province autonome de Voïvodine. Elle fait partie de la municipalité de Pećinci dans le district de Syrmie (Srem). Au recensement de 2011, elle comptait 1 864 habitants.
Kupinovo est officiellement classé parmi les villages de Serbie.

## Histoire
Kupinovo portait autrefois le nom de Kupinik (en serbe cyrillique Купиник). Aux XVe et XVIe siècles, elle fut la résidence des despotes de Syrmie.

## Démographie

### Évolution historique de la population
| 1948  | 1953  | 1961  | 1971  | 1981  | 1991  | 2002  | 2011  |
| ----- | ----- | ----- | ----- | ----- | ----- | ----- | ----- |
| 2 182 | 2 162 | 2 220 | 2 057 | 2 002 | 2 009 | 2 047 | 1 864 |

|  |

## Tourisme
À proximité de la localité se trouve la réserve naturelle de l'Obedska bara ; en 1977, le site a été officiellement inscrit sur la liste des sites Ramsar pour la conservation et l'utilisation durable des zones humides. L'Obedska bara été reconnue comme une zone importante pour la conservation des oiseaux (ZICO) ; cette protection concerne une superficie de 230 km2.
L'église Saint-Luc, située dans les faubourgs sud-est de Kupinovo, a été fondée par le despote serbe Đurađ Branković au milieu du XVe siècle, ce qui en fait la plus ancienne église de confession orthodoxe au nord de la Save et du Danube ; sans doute rasée par les Ottomans comme le reste du village en 1521, elle a été reconstruite par le capitaine Mihailo Vasić et les habitants entre 1726 et 1730 ; elle abrite une iconostase baroque réalisée par Jakov Orfelin en 1780 ; en raison de son importance, elle est inscrite sur la liste des monuments culturels d'importance exceptionnelle de la république de Serbie. L'église du Saint-Esprit a été construite en 1803 ; endommagée en 1944, elle n'est toujours pas restaurée.

### Écomusée
Kupinovo abrite un écomusée. Cet ensemble est inscrit sur la liste des entités spatiales historico-culturelles de grande importance de la république de Serbie (identifiant no PKIC 54).

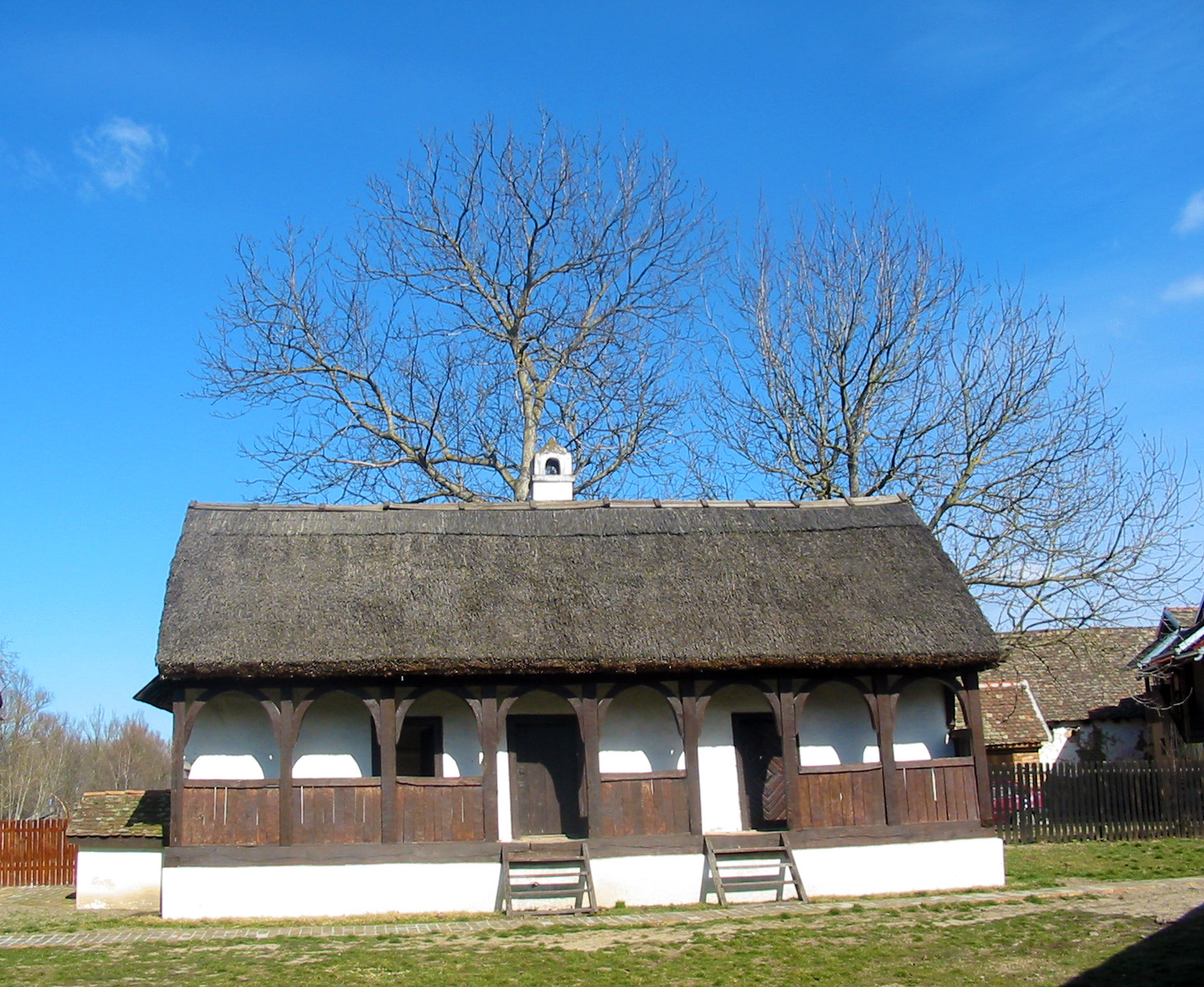
Maison rurale dans l'écomusée
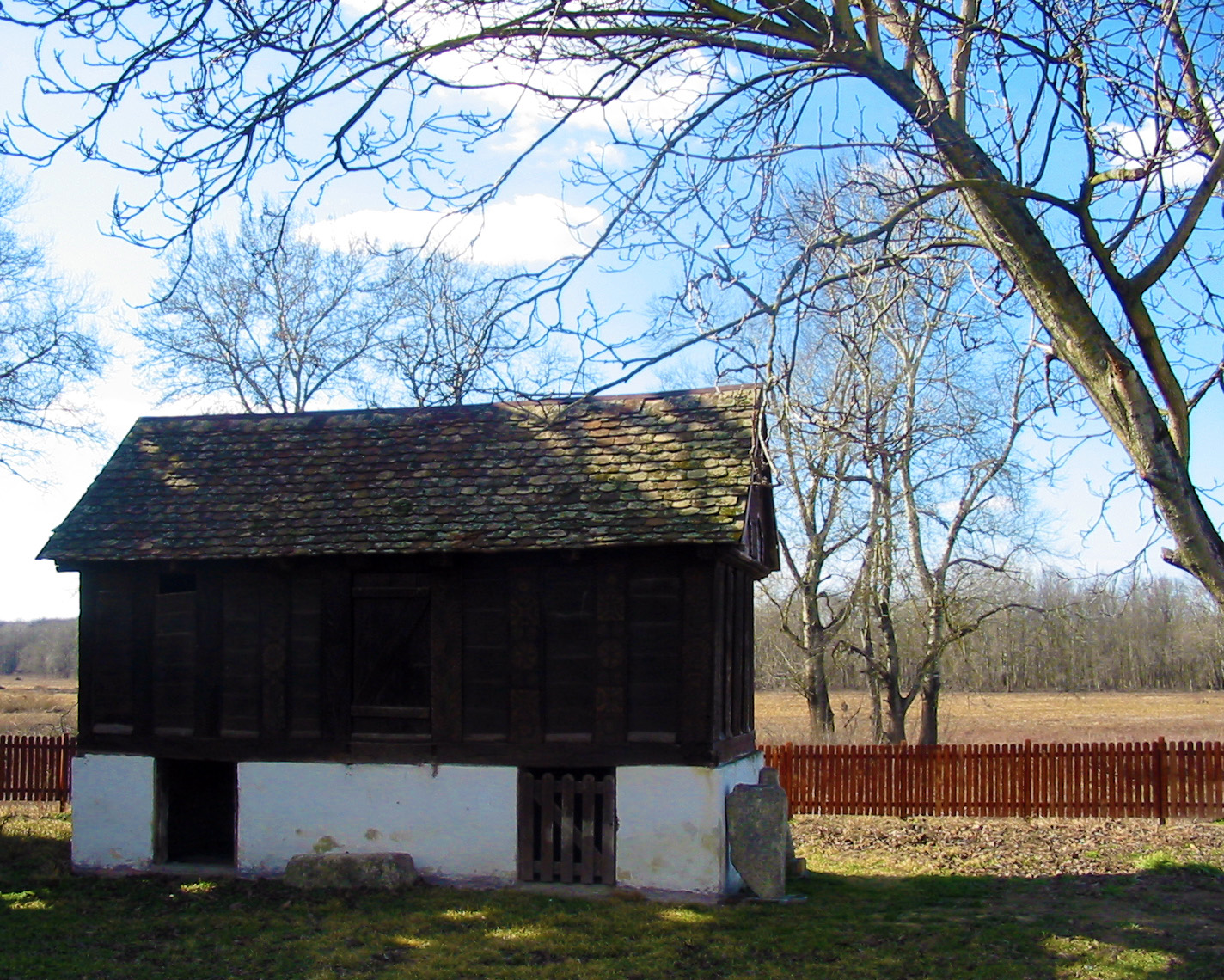
Kotobanja (sorte de séchoir à maïs)
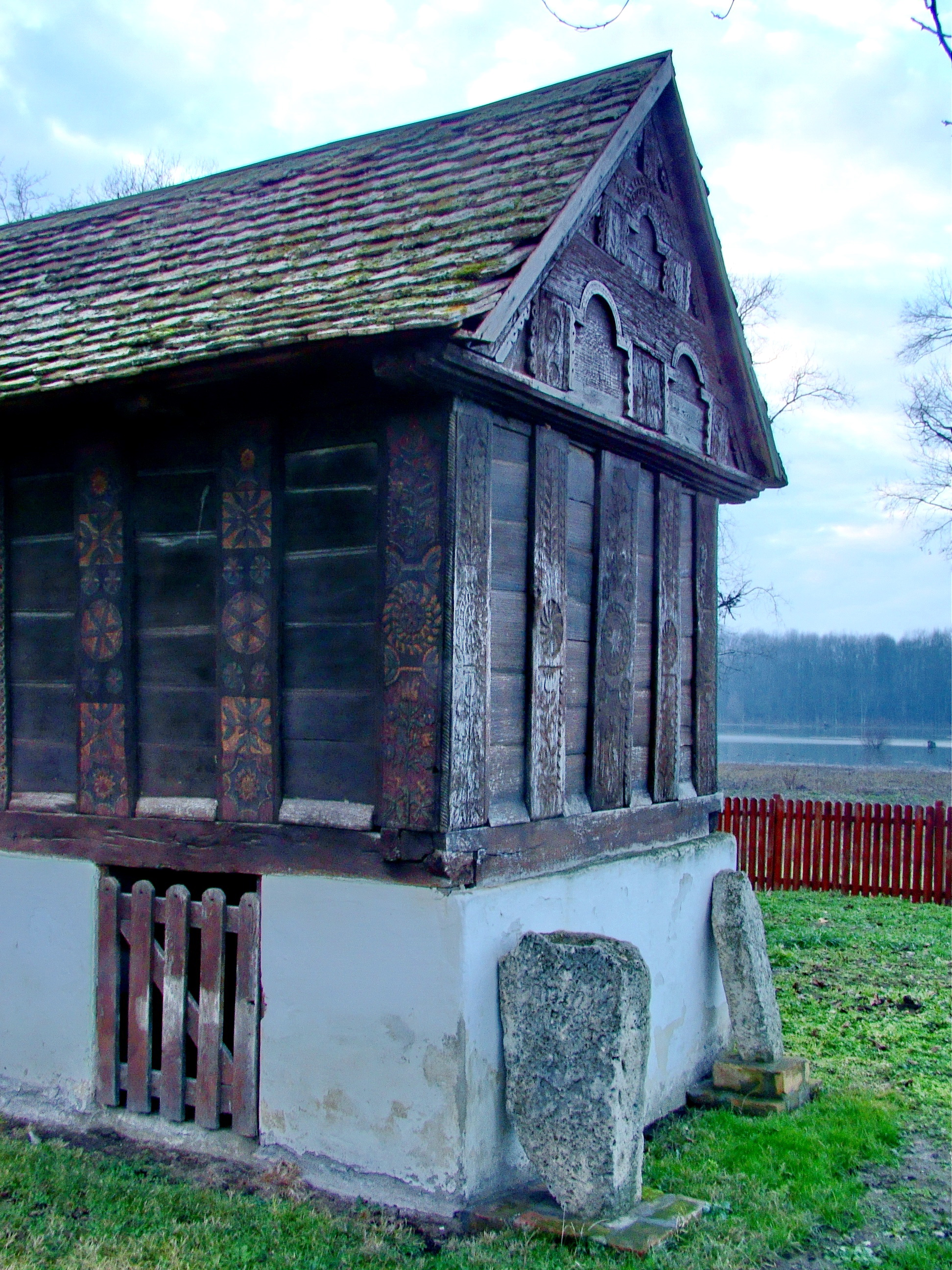
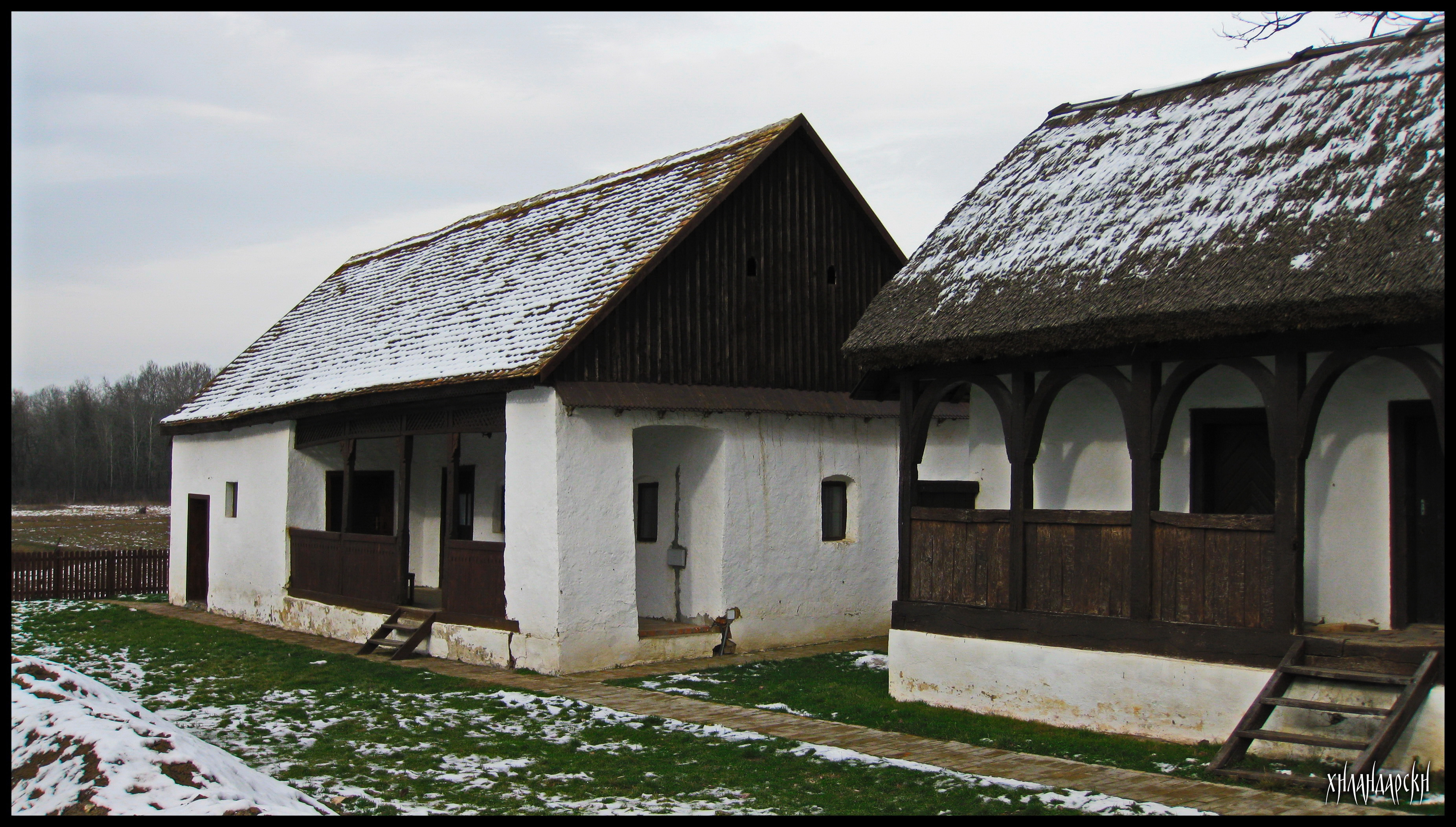
Autre vue de l'écomusée

## Personnalités
- Ivaniš Berislav, despote serbe de 1504 à 1514, est originaire de Kupinovo.
- Le peintre Stevan Čalić (1892-1943) est né à Kupinovo le 14 décembre 1892[11].
- Miroslav Đuričić, un jeune apiculteur popularisé par l’émission Big Brother à la télévision serbe, habite à Kupinovo.